# Kukwada, Channagiri
Kukwada là một làng thuộc tehsil Channagiri, huyện Davanagere, bang Karnataka, Ấn Độ.